# Недотёпа (фильм, 1937)
«Недотёпа» (пол. Niedorajda) — польский чёрно-белый художественный фильм, комедия 1937 года.

## Сюжет
Флёрек Венгожик работает на владельца автомобильной мастерской Маевского и считается недотёпой. Семейство работодателя нехотя меняет своё отношение к «недотёпе», когда из Америки приезжает их богатая родственница Агата. Американка уверена, что в Польше у неё трое взрослых племянников, каждому из которых она присылала в подарок доллары. На самом деле у Маевских единственный сын, а ложные извещения о рождении новых детей они посылали в США только ради получения денег. Чтоб сохранить в тайне свой обман, Маевские заставили Флёрека прикинуться несуществующим вторым сыном и его сестрой-близнецом.

## В ролях
| Актёр               | Роль                        |
| ------------------- | --------------------------- |
| Адольф Дымша        | Флёрек Венгожик             |
| Рената Радоевская   | Бася                        |
| Юзеф Орвид          | Онуфрий Маевский            |
| Ванда Яршевская     | Маевская, жена Онуфрия      |
| Анджей Богуцкий     | Зенон Маевский, сын Онуфрия |
| Северина Бронишувна | тётка Агата                 |
| Михал Знич          | Ровек                       |
| Ирена Скверчиньская | Марианна, повариха          |
| Ежи Кобуш           | друг Флёрека                |
| Клеменс Мельчарек   | друг Флёрека                |